# Anastasia (iluminadora)
Anastasia, o Anastasie en francés, fue una iluminadora de manuscritos citada por la filósofa y poeta Christine de Pizan (1364-c.1430) como una de las más talentosas de su generación. Estuvo activa a principios del XV en París, donde realizó la decoración para varios manuscritos.

## La cita de Christine de Pizan

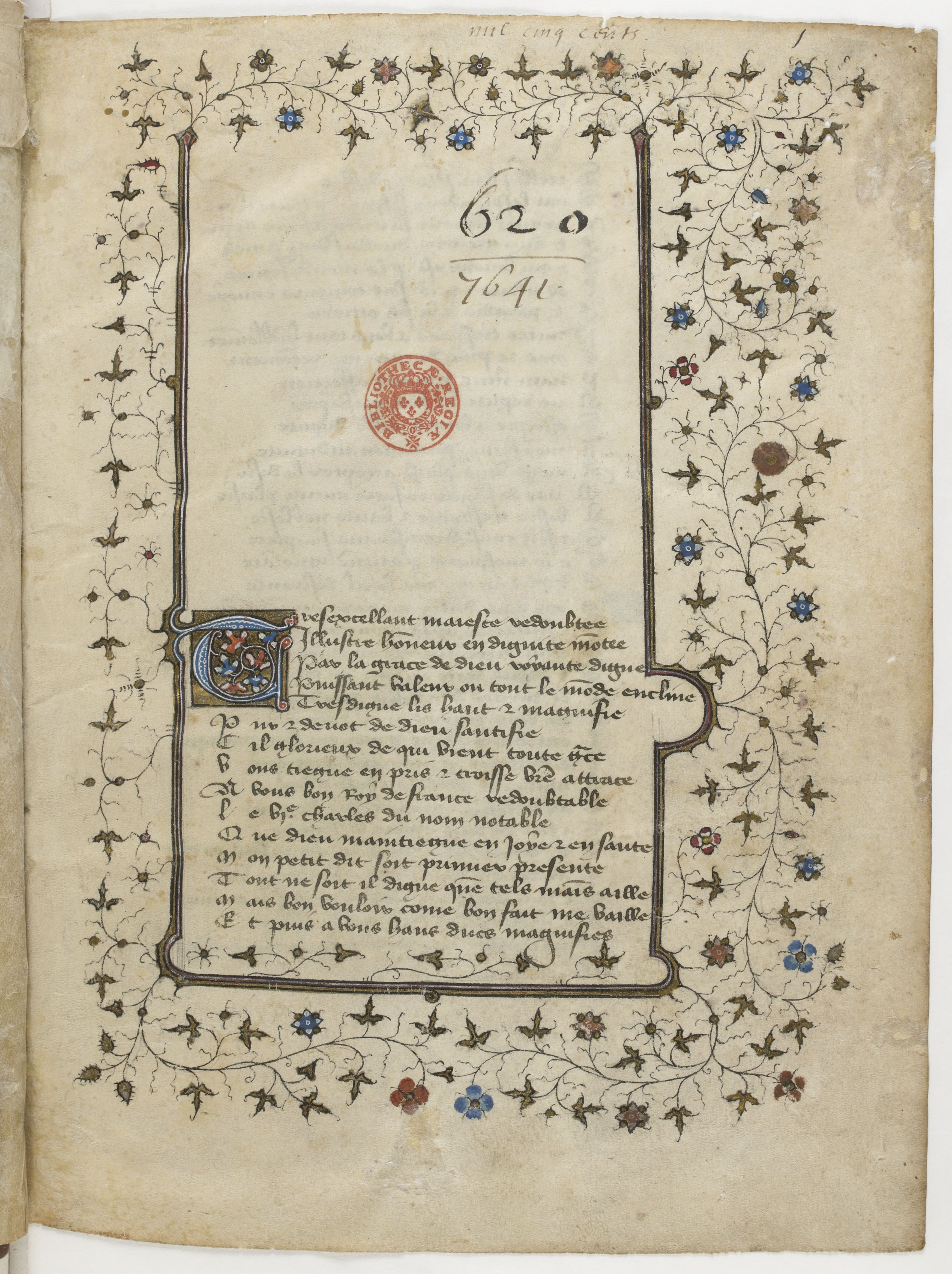
Folio de un manuscrito del Chemin de Longue Study de Christine de Pizan que podría haber sido decorado por Anastasia, BNF, Fr.1643.

En un pasaje de La ciudad de las damas, escrito entre 1404 y 1405, Christine de Pizan cita a una famosa iluminadora de su tiempo a la que se refiere como Anastaise, «iluminadora experta en hacer viñetas en libros y campos de historias». Señala que es una artista muy reconocida en la ciudad de París, que sus servicios son muy costosos y que ha tenido la oportunidad, en varias ocasiones, de decorar manuscritos para ella. Fue, por tanto, una iluminadora ornamental, encargada de la decoración secundaria de las páginas, es decir los fondos coloreados de las miniaturas (champaignes d'istoires), así como de los marcos (vigneture) y decoraciones de iniciales (filigranas) hechas de roleos y otros motivos vegetales.
No es posible atribuirle la decoración de ningún manuscrito específico, pero es posible que fuera responsable de las decoraciones secundarias de algunos de los manuscritos que Christine de Pizan encargó para varios grandes aristócratas de su tiempo: Le chemin de longue étude destinado a Luis de Valois (BNF, Fr.1643) o a Juan I de Berry (BNF, Fr.1188), L'Épître d'Othéa de Inés de Borgoña (BNF, Fr. 848), el Livre des faits et bonnes mœurs du sage roi Charles V para Juan I de Borgoña (Fr.10153), L'advision Christine para Jean de Berry (Fr.1176) o incluso La ciudad de las damas para Jean sans Peur o su esposa Margarita de Baviera (Fr. 24293). En estas ocasiones colaboró con varios iluminadores de miniaturas que habían trabajado para Christine de Pizan, como el Maestro de la Ciudad de las damas, el Maestro de la Epístola de Otea, el Maestro de la Coronación de la Virgen. Era habitual que los iluminadores de la época trabajaran en estrecha colaboración con uno o dos iluminadores ornamentales designados que podían ser simplemente sus esposas.

## Posteridad
El nombre de la artista aparece en la instalación artísticaThe Dinner Party (1974–1979) de Judy Chicago, asociada con la invitada Christine de Pizan.
Se la menciona en uno de los primeros estudios dedicados a las mujeres artistas de la Edad Media: Anastaise y sus hermanas: mujeres artistas de la Edad Media por Dorothy Miner en 1974.